# Symphonic
Symphonic ist eine postume Musikalbum-Veröffentlichung des österreichischen Musikers Falco, der am 6. Februar 1998 bei einem Autounfall starb. Am 25. Januar 2008 erschien erstmals eine limitierte Promotionausgabe der CD/DVD, die offizielle unlimitierte DVD und CD wurde kurz vor dem zehnten Todestag des Musikers am 1. Februar 2008 veröffentlicht. In Deutschland erreichte die DVD auf Anhieb den ersten Platz der Verkaufshitparade. In Österreich gelang dies sowohl der DVD als auch der CD.

## Hintergrund
Am 12. Mai 1994 gab Falco einmalig ein Konzert mit 80-Mann-Orchester, und zwar am Domplatz von Wiener Neustadt vor 10.000 Zuschauern. Der Hintergrund dieses Ereignisses war die Feier des 800. Jahrestages der Stadterhebung von Wiener Neustadt.
1995 hielt er im Stadttheater Wiener Neustadt eine Lesung zu kammermusikalischen Interpretationen seiner Songs für die Schule für Dichtung. Dieses Projekt geht ebenfalls auf die Initiative des damaligen SPÖ-Bürgermeisters, Peter Wittmann, und von Raoul Herget, Leiter des Josef-Matthias-Hauer-Konservatoriums, zurück.
Vom Konzert am Domplatz blieben ein gemischter Drei-Kamera Video-Mitschnitt und ein DAT-Band mit dem Stereo Live-Mischpult-Ton erhalten, welche die Grundlage für die Produktion bildeten.
Im Jahr 2005 wurde die Produktion einer postumen Falco-CD mit orchestralen und symphonischen Elementen im Rahmen der TV-Dokumentation Falco lebt! durch Thomas Rabitsch bekanntgegeben.
Da die Aufzeichnungen des Konzertes qualitativ schlecht waren, wurden für die ebenfalls geplante DVD die Tonspuren des Symphonieorchesters neu aufgenommen und mit der aus dem Tonband gefilterten Stimme Falcos neu vermischt. Ebenfalls wurden Jubelrufe aus dem Publikum vom Falco-Fanclub neu aufgenommen und zu den Aufnahmen geschnitten. Die DVD ist also eigentlich eine Halb-Live-DVD. (Falco Gesang = Live, Musik und Publikum = Studio).

„Es war eigentlich ein völlig wahnwitziges Unterfangen, geprägt von Etappen-Siegen und Niederlagen, mit Sicherheit die aufwendigste Restauration bzw. Reproduktion eines Live-Mitschnitts, die in unseren Landen je gemacht wurde. Es war angewandte Audio- und Video-Forensik.“

Für die CD wurden ebenfalls neue Tonspuren des Orchesters aufgenommen, aber im Gegensatz zur DVD wurden hier alte Studio-Aufnahmen der Stimme Falcos dazugemischt – die Haupttitel der CD sind also 100-prozentige Studio-Umsetzungen der Live-Titel. Außerdem wurden mehrere Bonustracks dem CD-Album hinzugefügt. (Drei davon sind postume orchestrale Versionen die beim Konzert nicht gespielt wurden. Vier sind Live-Tracks von der DVD, da von den betreffenden Songs keine Original-Gesangstonspuren der Studio-Alben mehr existieren.)
Als Auskopplungen wurden die Singles Die Königin von Eschnapur 2008 (ursprünglich aus dem Album Verdammt wir leben noch) und Der Kommissar 2008 (aus dem Album Einzelhaft) verwendet.
Zum 30. Jahrestages des Konzertes wurde 2024 von Wiener Neustadts Stadtmusikdirektor Raoul Herget und Falco-Bandleader Thomas Rabitsch ein Revival-Konzert am Maria-Theresien-Platz vor der Theresianischen Militärakademie geplant, als Gäste wurden Ana Milva Gomes, Roman Gregory, Georgij Makazaria, Johannes Krisch, Tini Kainrath, Edita Malovcic und Andie Gabauer eingeladen. Das Konzert fand am 6. Juni 2024 statt, laut Auskunft der Stadt kamen 12.000 Menschen.

## Booklet & Bonusmaterial

Promo-Cover-Artwork zu Symphonic

Der DVD wurde ein 16-seitiges Booklet beigelegt, das Kommentare der Bandmitglieder und Mitwirkenden Falcos, eine Promotion-Fotografie, einen Zeitungsbericht über das Konzert vom 13. Mai 1994, Produktionsbilder und eine Liste der DVD-Mitwirkenden enthält. Des Weiteren werden Ausschnitte seiner Lesung sowie ein Making-of der Produktion auf der DVD gezeigt.
Der CD wurde ein achtseitiges Booklet beigelegt, das einen Erläuterungstext des CD-Produzenten und früheren Bandleaders Thomas Rabitsch, einen Zeitungsbericht über das Konzert vom 13. Mai 1994, eine Promotion-Fotografie der Falco-Band im Klassik-Look und eine Liste der CD-Mitwirkenden enthält.

## Titelliste

### CD
1. The Sound of Musik – 4:41
2. Vienna Calling – 4:48
3. Jeanny & Coming Home – 6:22
4. Titanic – 4:22
5. Rock Me Amadeus – 4:17
6. Les Nouveaux Riches – 3:24
7. Nachtflug – 3:16
8. Dance Mephisto – 3:28
9. Monarchy Now – 4:15
10. Der Kommissar – 4:30
11. Die Königin von Eschnapur – 3:57
12. Europa – 5:29
13. Helden von heute – 5:44
14. Junge Roemer – 4:28
15. Ganz Wien – 5:18
16. Helden von heute – Reprise – 2:16

CD-Tracks
- 1–9: Symphonic Studio-CD Versionen (Songs die beim Konzert gespielt wurden, aber in Studio-Version, ohne Live-Atmosphäre, Falcos Stimme aus früheren Studio-Alben, Musik neu aufgenommen.)
- 10–12: Exklusive Symphonic Studio-CD Versionen (Songs die nicht beim Konzert gespielt wurden, in Studio-Version, ohne Live-Atmosphäre, Falcos Stimme aus früheren Studio-Alben, Musik neu aufgenommen.)
- 13–16: Symphonic Live-DVD Versionen (Songs die beim Konzert gespielt wurden, in Live-Version, mit Live-Atmosphäre, Falcos Stimme aus dem Konzertmitschnitt, Musik und Publikum neu aufgenommen.)

### Live-DVD
1. Symphonic Intro
2. The Sound of Musik
3. Monarchy Now
4. Dance Mephisto
5. Les Nouveaux Riches
6. Junge Roemer
7. Ganz Wien
8. Jeanny & Coming Home
9. Titanic
10. Vienna Calling
11. Nachtflug
12. Rock Me Amadeus
13. Einzug der Helden (Live)
14. Helden von Heute
15. Credits/Abspann (Nachtflug)
16. Reconstructing Falco Symphonic
17. Die Mondbewohner
18. Requiem Viennense
19. Wiener Sonett
20. Hör du Süsse
21. Letzte Lockerung
22. Der Mann mit der Ledertasche
23. Vorsagesatz